# Ruta Estatal de Arizona 587
La Ruta Estatal de Arizona 587, y abreviada SR 587 (en inglés: Arizona State Route 587) es una carretera estatal estadounidense ubicada en el estado de Arizona. La carretera inicia en el sur desde la I 10     en Casa Blanca hacia el norte en la SR 87     en Chandler. La carretera tiene una longitud de 31,9 km (19.85 mi).

## Mantenimiento
Al igual que las autopistas interestatales, y las rutas federales y el resto de carreteras estatales, la Ruta Estatal de Arizona 587 es administrada y mantenida por el Departamento de Transporte de Arizona por sus siglas en inglés ADOT.